# Hendrick de Keyser Monumenten
Hendrick de Keyser Monumenten is een Nederlandse vereniging tot behoud van architectonisch of historisch waardevolle huizen in Nederland. Ze is genoemd naar de Amsterdamse bouwmeester Hendrick de Keyser.

## Geschiedenis
De vereniging is op 3 januari 1918 opgericht als Vereniging Hendrick de Keyser door enkele Amsterdammers onder leiding van wijnkoper Jacobus Boelen. Zij maakten zich zorgen over het feit dat in hun stad zoveel historische woonhuizen werden gesloopt. De directe aanleiding was de aanstaande sloop van een pand nabij de Westermarkt. De snelle groei maakte dat eind jaren 60 een professionelere instelling nodig was, waardoor een verandering van de bestuurlijke structuur noodzakelijk werd geacht. In 1970 werd daarom besloten om ing. Walther Raue (1929–2019) als directeur aan te stellen, onder wiens leiding veel panden werden aangekocht en het 75-jarig bestaan werd gevierd met onder andere het seriewerk Huizen in Nederland. Hij bleef uiteindelijk 25 jaar aan als directeur.

## Doel
De vereniging koopt monumenten, laat deze restaureren en verhuurt ze vervolgens. In totaal bezit de vereniging zo'n 430 panden in 113 plaatsen verspreid over het gehele land, waaronder bijvoorbeeld 81 in Amsterdam, 21 in Hoorn en 18 in Haarlem. Het bezit is zeer divers, van renaissance tot nieuwe bouwen, en omvat onder meer ontwerpen van Berlage en Rietveld. Het oudste huis van de vereniging staat in Appingedam en heeft een kern uit de 14de eeuw, het jongste huis is de atelierwoning De Leemte in Delft. Gemiddeld worden vijf tot tien panden per jaar aangekocht.
Inkomsten verwerft de vereniging onder meer uit de opbrengsten van de BankGiro Loterij.

### Bezit (selectie)
- Huis Bartolotti (Amsterdam)
- De Gecroonde Raep (Amsterdam)
- Het Wapen van Riga (Amsterdam)
- Villa Hildebrand door Gerrit Rietveld (Blaricum)
- Sparrendaal (Driebergen)
- De vier gekroonden een laatgotisch woonhuis (Gouda)
- Huis Barnaart (Haarlem)
- De Olyphant (Haarlem)
- De gebouwen op landgoed Nijenburg (Heiloo)
- Waag (Hoorn)
- Huis Sloëtjes (Hilversum)
- Bibliotheca Thysiana (Leiden)
- Heilige Geesthofje (Naaldwijk)
- Proveniershuis (Schiedam)
- Campveerse Toren (Veere)
- Huize Schreurs (Venlo)
- De Messingklopper (IJlst)
- Beursgebouw van Vlissingen
- Huys te Warmont, (Warmond)

## Galerij
- 25-jarig jubileum van de Vereniging 'Hendrick de Keyser'

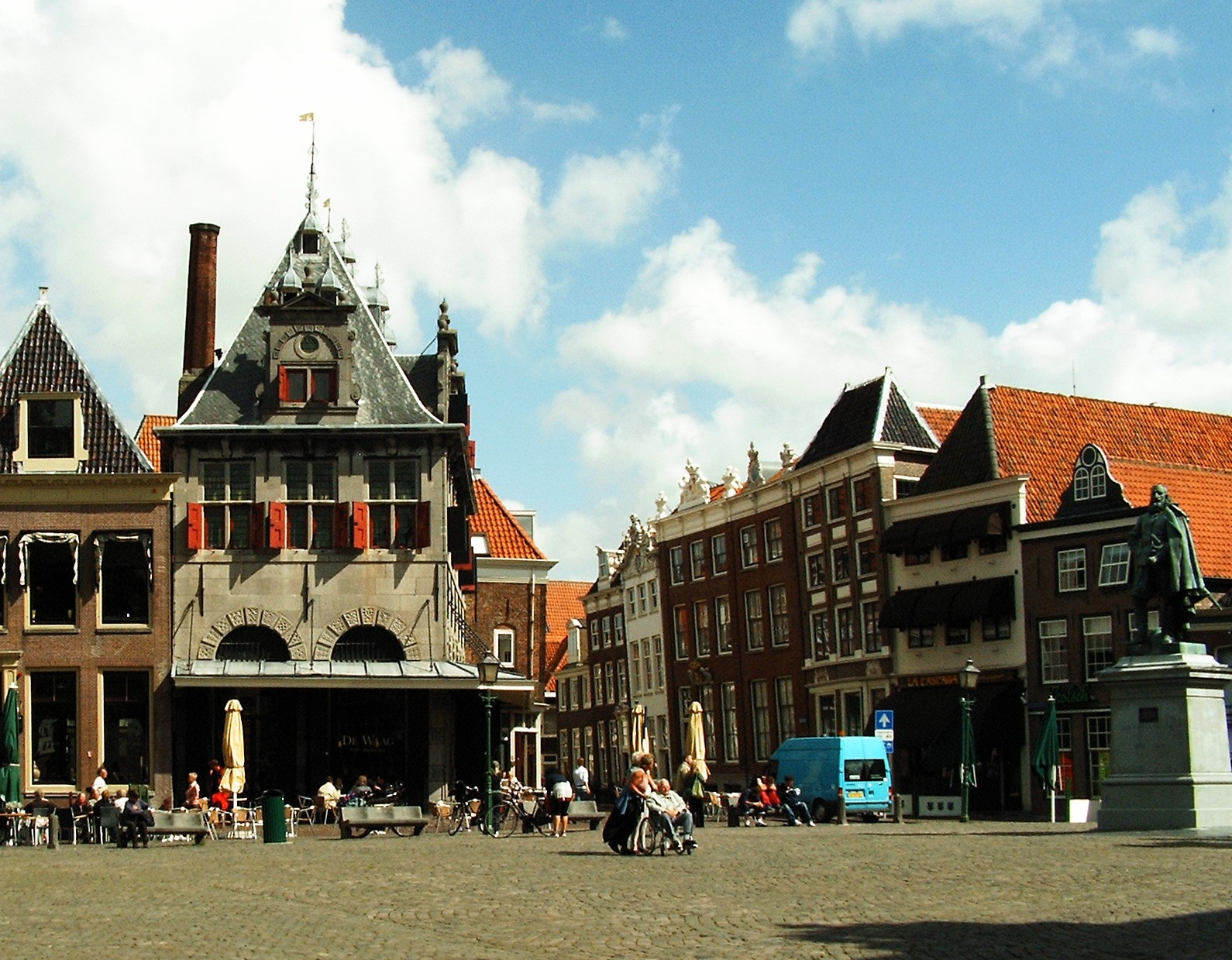
Waag te Hoorn
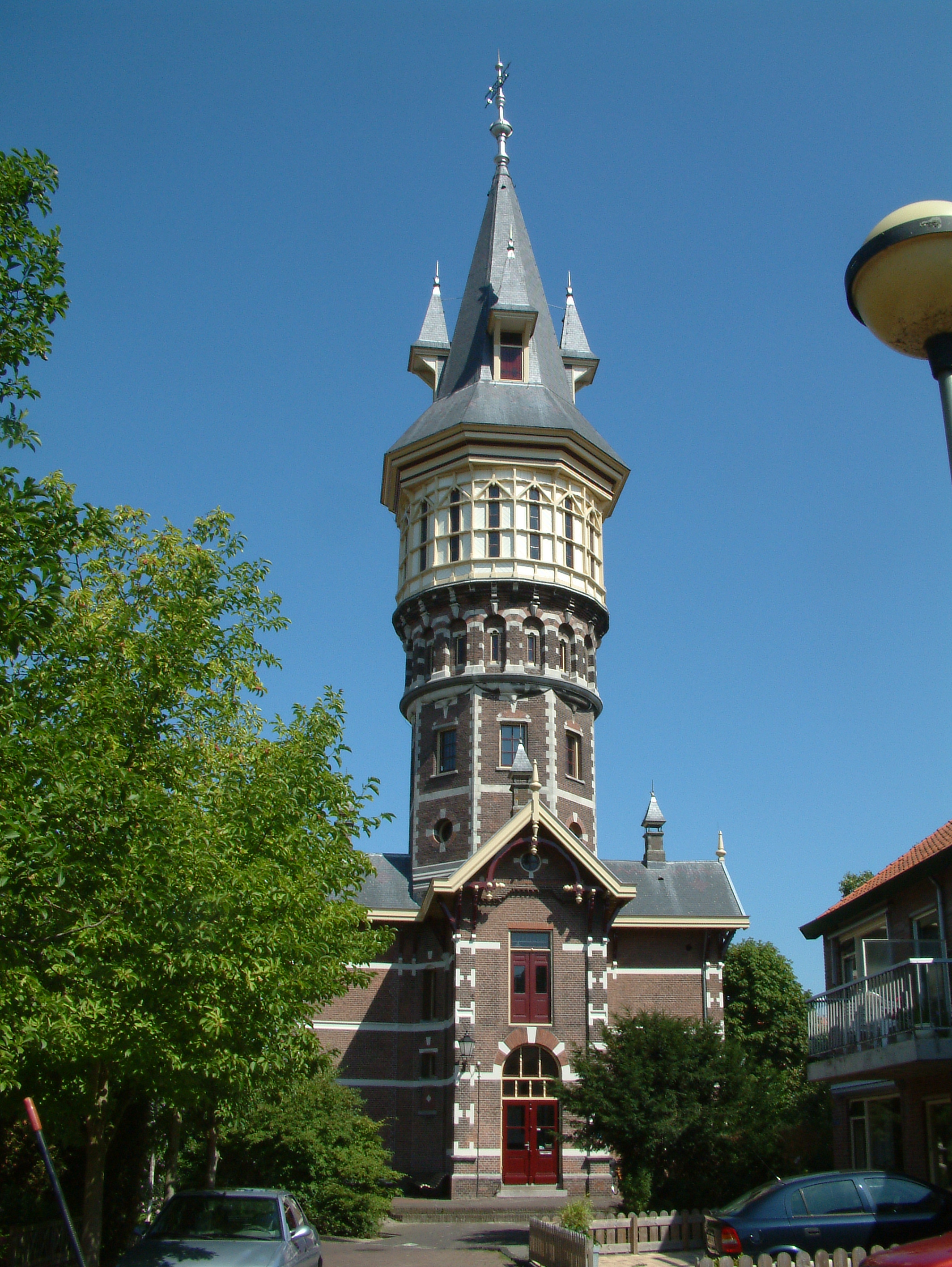
De watertoren van Schoonhoven in neorenaissancestijl
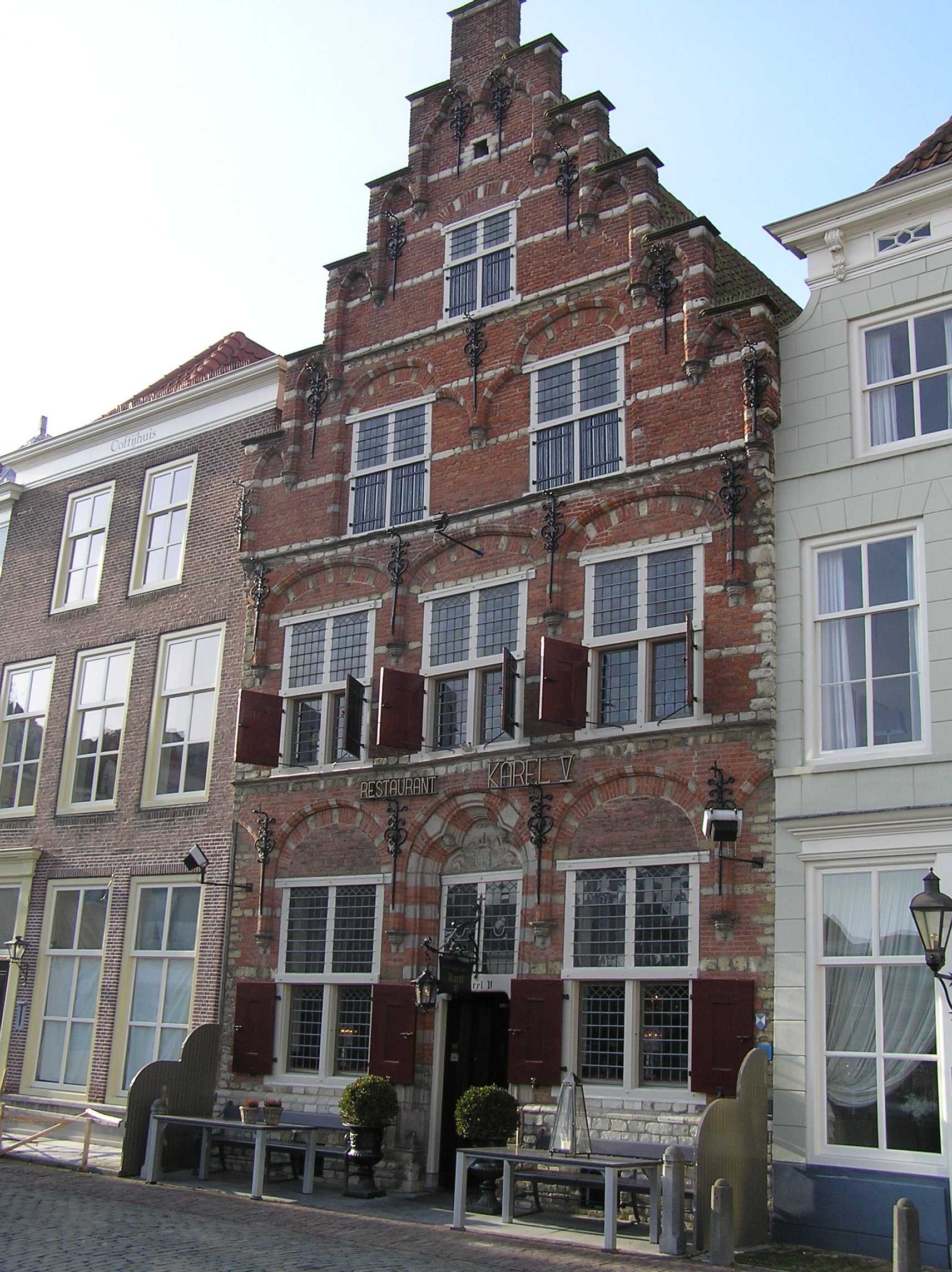
Woonhuis "Karel V", Turfkade 11, Goes
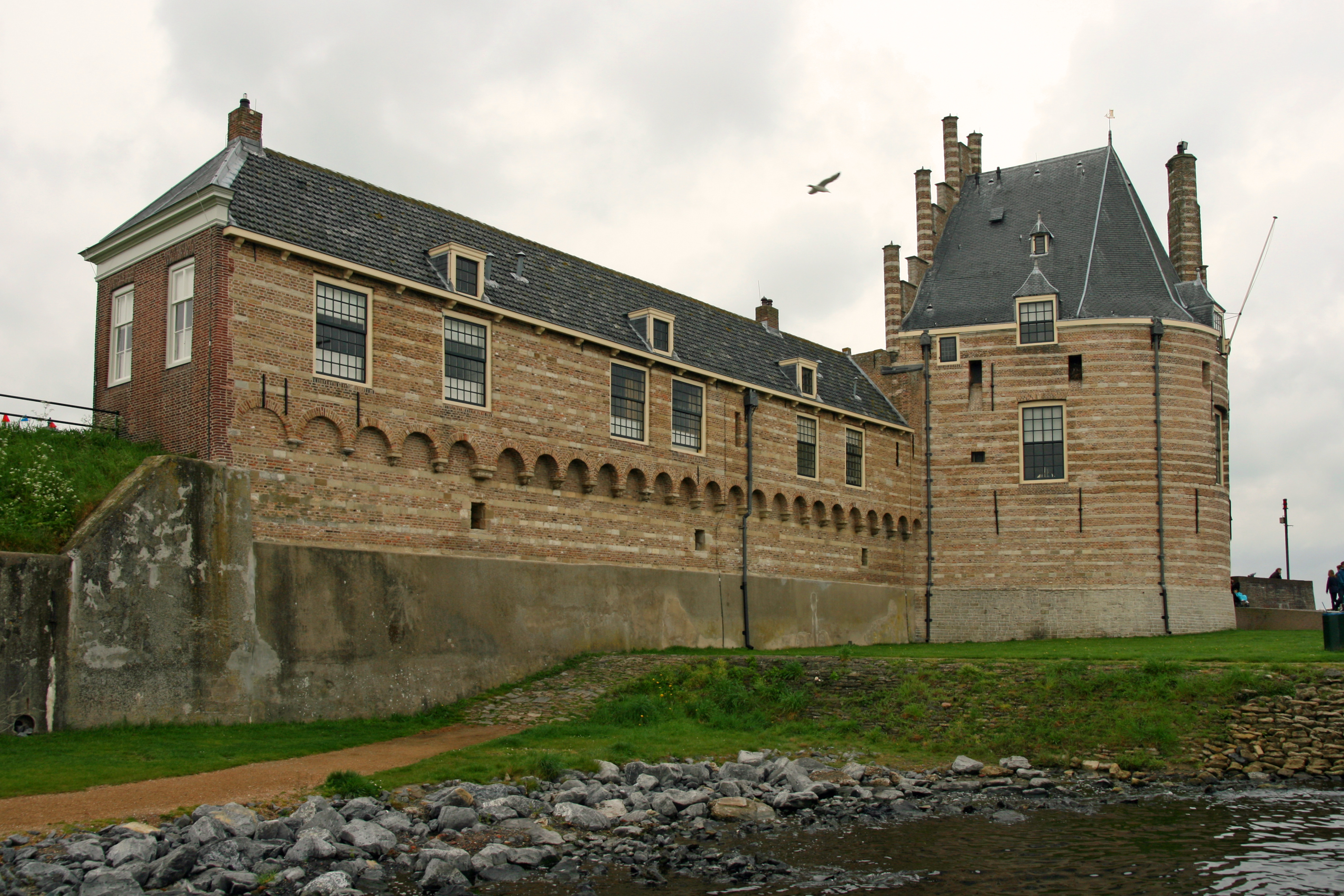
Campveerse Toren
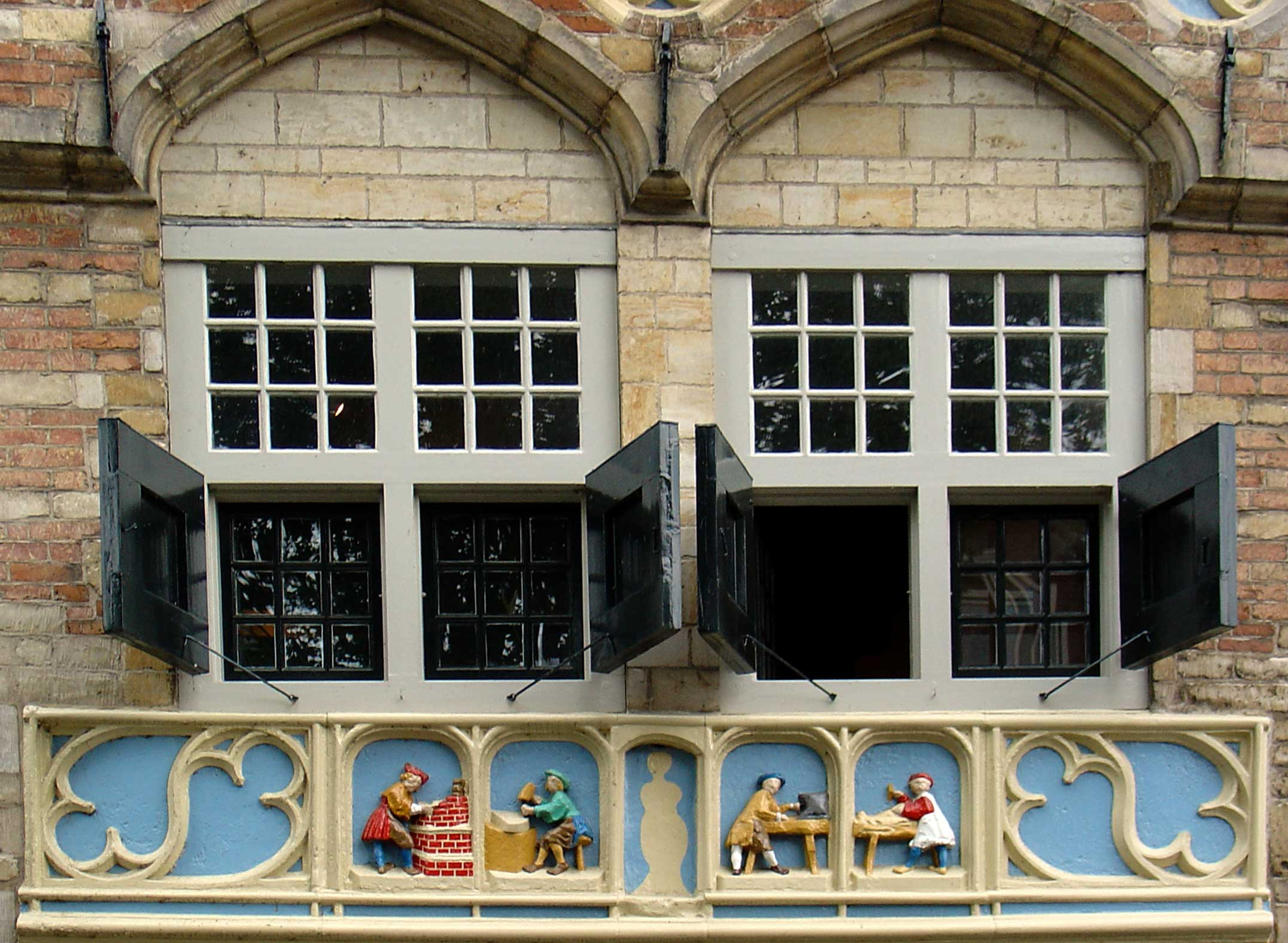
Woonhuis De vier gekroonden te Gouda
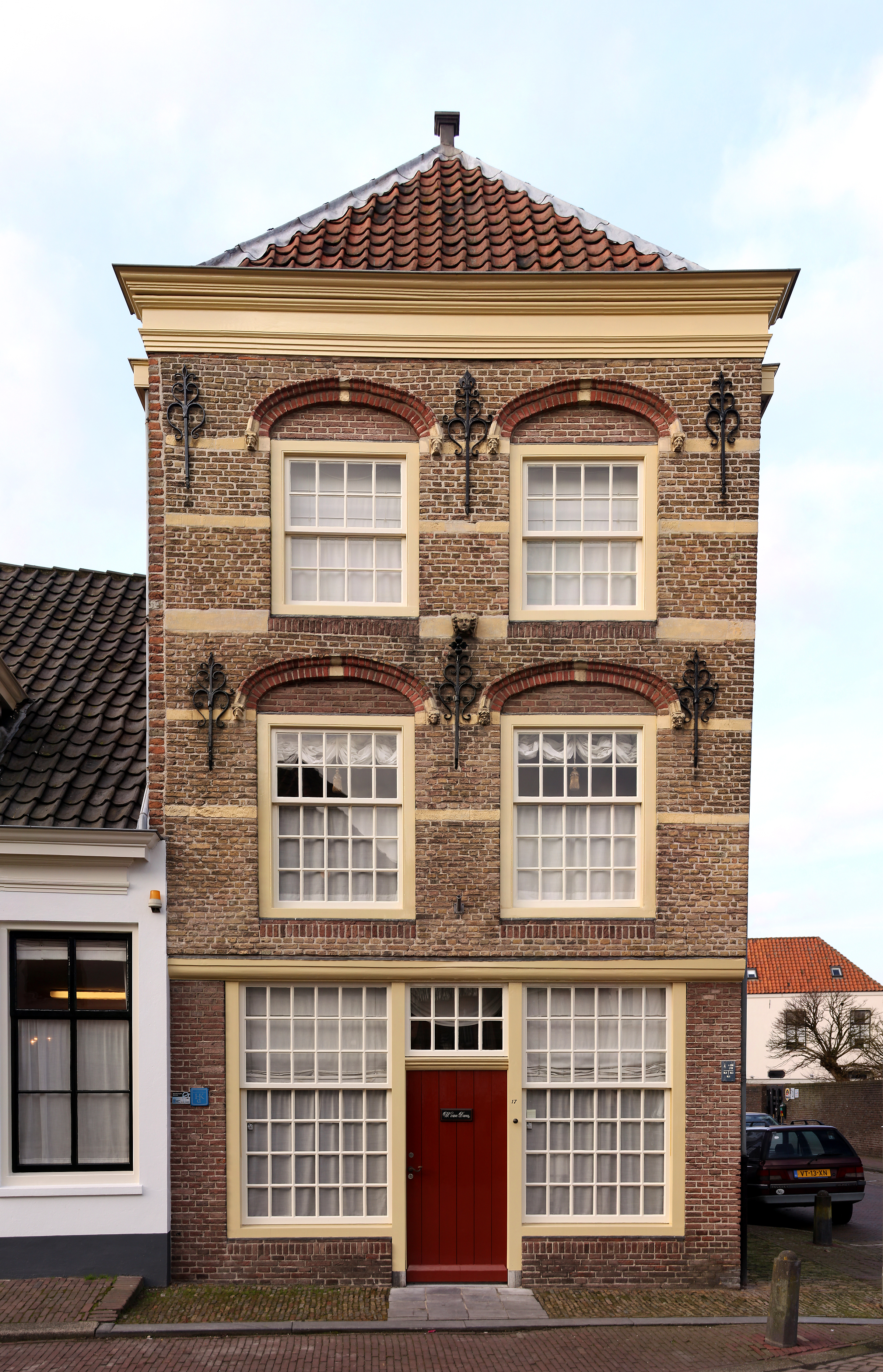
Oenselsestraat 17, Zaltbommel